# Axcelis Technologies
Axcelis Technologies, Inc. ist ein US-amerikanisches Unternehmen, das sich mit dem Design, der Herstellung und dem Service von Fertigungsanlagen für die Halbleiterindustrie weltweit beschäftigt. Sie produziert Ionenimplantationssysteme, darunter Hoch- und Mittelstromimplantierer sowie Hochenergieimplantierer, aber auch Lackaushärtungssysteme für die Fotolithografie, die alle bei der Herstellung von Halbleiterchips eingesetzt werden. Das Unternehmen wurde 1995 gegründet und hat seinen Hauptsitz in Beverly, Massachusetts, USA.
Im Jahr 2000 hat die Eaton Corporation ihr Geschäft mit Halbleiterherstellungsanlagen unter dem Namen Axcelis Technologies ausgegliedert.
Am 4. Dezember 2012 beschloss Axcelis Technologies sein Plasmastrip-Geschäft aufzugeben und den entsprechenden Geschäftsbereich inklusive der Technologie seiner Integra-Produktlinie an Lam Research zu veräußern.